# 메타네프린
메타네프린(영어: metanephrine) 또는 메타드레날린(영어: metadrenaline)은 에피네프린(아드레날린)에 카테콜-O-메틸트랜스퍼레이스가 작용하여 생성되는 에피네프린의 분해 과정에서의 대사산물이다. 2002년 미국의학협회저널에 발표된 한 논문에 따르면 메타네프린 분자군(메타네프린과 노르메타네프린을 포함)의 혈장 자유 농도 측정이 부신속질 신생물인 크롬친화세포종의 진단에 가장 좋은 수단이라고 지적했다.
|  |

## 같이 보기
- 에피네프린
- 노르메타네프린